# Gusti (Vorname)
Gusti ist ein weiblicher Vorname, Kurz- und Koseform des Namens Augusta oder Auguste, der vor allem in Österreich vergeben wurde.

## Namensträgerinnen
- Gusti Bretschneider (1908–2001), österreichische Schriftstellerin vor allem von Kinder- und Jugendbüchern
- Gusti Bretter (1896–1946), österreichische Pädagogin, Journalistin und Archivarin
- Gusti Hecht (1903–1950), deutsche Architektin und Journalistin
- Gusti Huber (1914–1993), österreichische Theater- und Filmschauspielerin
- Gusti Jirku (1892–1978), Schriftstellerin in deutscher und schwedischer Sprache
- Gusti Kreissl (1904–1986), deutsche Schauspielerin
- Gusti Pichler (1893–1978), österreichische Tänzerin
- Gusti Wolf (1912–2007), österreichische Schauspielerin